# عايزة أتجوز (مسلسل)
عايزة أتجوز هو مسلسل مصري ساخر يناقش قضايا الزواج عرض في رمضان 1431 هـ - 2010م من إخراج رامي إمام وبطولة هند صبري تأليف غادة عبد العال ويحكي عن تجارب شخصية خاضتها الكاتبة غادة حول موضوع العنوسة والزواج الذي تعاني منه أي فتاة عربية في سن ال 30 إلى ما بعده.
المسلسل مأخوذ من مدونة تحمل نفس الاسم وتدور أحداثه حول صيدلانية (هند صبري) متوسطة الحال ترغب في الزواج، وتسعى جاهدة للحاق بقطار الزواج قبل وصولها إلى سن الثلاثين من العمر، فضلا عن ضغوط عائلتها عليها لقبول أول عريس يطرق عليها الباب مما يعرضها للعديد من المواقف المضحكة، وتحكي طوال الوقت عن معاناتها مع الرجال الذين يتقدمون لخطبتها.
عرضت شبكة نتفليكس المسلسل في 5 يونيو 2020.

## طقم العمل
- هند صبري (علا عبد الصبور)
- سوسن بدر (سهير ، والدة علا)
- رجاء حسين (جدة علا)
- أحمد فؤاد سليم (عبد الصبور ، والد علا))
- طارق الإبياري (حازم (شقيق علا)
- محمود الجندي (تمثيل - ضيف شرف)
- نادية العراقية (مدام سندس)
- غادة عبد العال (تأليف)
- محمد علي رزق
- رامي إمام (إخراج)

## قنوات العرض
- إم بي سي
- تلفزيون البحرين
- نايل كوميدي
- دي إم سي دراما
- ميلودي دراما
- الثانية المصرية
- مواعيد المسلسل ، موقع بوشار

## الكتاب والمدونة
كتاب كيف تصطادين عريسا للكاتبة غادة عبد العال. صدر هذا الكتاب ضمن مدونة الشروق وهي سلسلة جديدة تصدرها دار الشروق للمدونات العربية المتميزة. الكتاب عبارة عن تطور لمدونة تحمل نفس العنوان، يتعرض لقضية جريئة بأسلوب ساخر وفكاهي ألا وهي قضية تأخر الزواج والعنوسة، تعرض الكاتبة خلاله تجارب فتاة في سن ال29 مع العرسان والخطاب والمواقف الساخرة والغريبة التي تعرضت لها بصورة جيدة للغاية. يبرز الكتاب الأوجه التعيسة لوضع المراة في العالم العربي ككل بطريقة ساخرة تجعل القارئ يضحك على الواقع المرير كما تناول الكتاب أيضا موقف الرجال الغريب والغرور على النساء وكيف أن كل واحد منهم يرغب بالارتباط بواحدة تجمع كل الصفات كالغنى والأخلاق والعلم والجمال والحسب والنسب ، فالكتاب يتناول مواضيع حقيقية وواقعية مريرة وصادمة بشكل فيه سخرية وفكاهة بطريقة ذكية جدا .
كتاب كيف تصطادين عريسا باللهجة العامية المصرية وهذا ما أكسبه بريق خاص وخفة دم أكثر. استخدمت غادة عبد العال بعض التشبيهات خفيفة الظل وكسرت مبدأ التشبيهات القديمة المحفوظة على سبيل المثال قولها " فرصتي بالفوز به هي نفس فرصة سعد الصغير في الحصول على جائزة نوبل. "
وقد جاء هذا الكتاب كفاتح للشهية وكاسر لحالة الملل والضيج وسدة النفس بسبب الأوضاع والظروف الحياتية العامة الاجتماعية والسياسة. الكتاب ترجم من العربية إلى إنجليزية والألمانية والإيطالية. وحول العمل إلى مسلسل بطولة هند صبري وسوسن بدر وأحمد فؤاد سليم ورجاء حسين وكان من إخراج رامي إمام, عرض في رمضان

## الحلقات
- الحلقة 1 - كيف تصطادين عريساً
- الحلقة 2 - الفرح
- الحلقة 3 - طنط حشرية
- الحلقة 4 - أيمن
- الحلقة 5 - تويتي
- الحلقة 6 - الميكروباص
- الحلقة 7 - عماد الحلو
- الحلقة 8 - ميمي
- الحلقة 9 - تحتمس
- الحلقة 10 - زوجة ضابط مهم
- الحلقة 11 - أم محروس
- الحلقة 12 - أونكل عاطف وولده
- الحلقة 13 - أماني
- الحلقة 14 - مفيد
- الحلقة 15 - رشا
- الحلقة 16 - عزمي شرارة
- الحلقة 17 - بهيج
- الحلقة 18 - فاتينات
- الحلقة 19 - وائل
- الحلقة 20 - هابي فلانتاين
- الحلقة 21 - البنت نُهى اتخطبت
- الحلقة 22 - إعلان جواز
- الحلقة 23 - حسام وعصام
- الحلقة 24 - عريس تيته
- الحلقة 25 - أم برقوق
- الحلقة 26 - مكتب جواز
- الحلقة 27 - الدكتورة اللي عايزّة تتجوز
- الحلقة 28 - بنت 30
- الحلقة 29 - هشام 1
- الحلقة 30 - هشام 2